# Lista străzilor din sectorul 4
Lista străzilor din sectorul 1 | 2 | 3 | 4 | 5 | 6

## Alei
Aleile sunt străzi înguste și scurte, plantate pe margini cu flori sau arbori.
1. Aleea Aliorului
2. Aleea Nicolae Gh. Barbu, sold.
3. Aleea Borcea
4. Aleea Bran
5. Aleea Călinești
6. Aleea Cetatea Veche
7. Aleea Ciceu
8. Aleea Covasna
9. Aleea Crevedia
10. Aleea Cricovul Dulce
11. Aleea Cricovul Sărat
12. Aleea Dealul Mitropoliei
13. Aleea Dolina
14. Aleea Diana Alexandra Donea
15. Aleea Dorohoi
16. Aleea Gornești
17. Aleea Emil Holut, serg. maj.
18. Aleea Huedin
19. Aleea Izvorul Crișului
20. Aleea Izvorul Oltului
21. Aleea Lamotești
22. Aleea Livada cu Duzi
23. Aleea Mioara Luiza Mirea, erou
24. Aleea Dragoș Mladinovici, slt.postmortem
25. Aleea Moldovița
26. Aleea Nehoiu
27. Aleea Niculițel
28. Aleea Ornamentului
29. Aleea Poenari
30. Aleea Victor Popescu, serg.maj.
31. Aleea Emil Racoviță
32. Aleea Râul Sadului
33. Aleea Râul Târgului
34. Aleea Reșita A
35. Aleea Reșita B
36. Aleea Reșita C
37. Aleea Reșita D
38. Aleea Secuilor
39. Aleea Slătioara
40. Aleea Someșul Cald
41. Aleea Someșul Mare
42. Aleea Someșul Mic
43. Aleea Stupilor
44. Aleea Suter
45. Aleea Țebea
46. Aleea Terasei
47. Aleea Tohani
48. Aleea Tomești
49. Aleea Trestiana
50. Aleea Ucea
51. Aleea Uioara
52. Aleea Dan Adrian Urucu, erou
53. Aleea Vișana
54. Aleea Zânelor

## Bulevarde
Bulevardele sunt străzi urbane largi și drepte, de mare circulație, în general mărginite de plantații de arbori.
1. Bulevardul Abatorului
2. Bulevardul Constantin Brâncoveanu
3. Bulevardul Dimitrie Cantemir
4. Bulevardul Colectorului
5. Bulevardul George Coșbuc, poet
6. Bulevardul Libertății
7. Bulevardul Mărășești
8. Bulevardul Metalurgiei
9. Bulevardul Alexandru Obregia
10. Bulevardul Regina Maria
11. Bulevardul Gheorghe Șincai
12. Bulevardul Tineretului

## Cai
Căile sunt artere de pătrundere într-un oraș, iar rolul lor este de a face legătura cu o șosea importantă. În trecut calea era o stradă care servea drept arteră principală de circulație într-un oraș.
1. Calea Piscului
2. Calea Rahovei
3. Calea Șerban Vodă
4. Calea Văcărești

## Drumuri
Drumurile sunt căi de comunicație terestră, străzi, șosele.
1. Drumul Bercenarului
2. Drumul Binelui
3. Drumul Câmpeni
4. Drumul Cheile Turzii
5. Drumul Crețeștilor
6. Drumul Găzarului
7. Drumul Gilăului
8. Drumul Jilavei
9. Drumul Leordeni

## Intrări
Intrările sunt străzi mici înfundate la un capăt. Poartă și denumirea de fundături.
1. Intrarea Acțiunii
2. Intrarea Adierii
3. Intrarea Albiliței
4. Intrarea Albinelor
5. Intrarea Baba Voica
6. Intrarea Balaci
7. Intrarea Băltișoara
8. Intrarea Băltița
9. Intrarea Berceni
10. Intrarea Binelui
11. Intrarea Bologa
12. Intrarea Brădiceni
13. Intrarea Călțuna
14. Intrarea Căscioarelor
15. Intrarea Cavalului
16. Intrarea Ciubărului
17. Intrarea Ciucaș
18. Intrarea Ciuruleasa
19. Intrarea Cosașului
20. Intrarea Crișul Alb
21. Intrarea Deciu
22. Intrarea Diademei
23. Intrarea Drăgușa
24. Intrarea Fabulei
25. Intrarea Fieni
26. Intrarea Gilăului
27. Intrarea Graiului
28. Intrarea Hârlău
29. Intrarea Ispravei
30. Intrarea Lacul Potelu
31. Intrarea Lunca Bârzești
32. Intrarea Lunca Nouă
33. Intrarea Manganului
34. Intrarea Miron Cristea, mitropolit
35. Intrarea Mitropolit Antim Ivireanu
36. Intrarea Miului
37. Intrarea Eliza Moroiu
38. Intrarea Moș Nicolae
39. Intrarea Naruja
40. Intrarea Nestorel
41. Intrarea Orăștie
42. Intrarea Ovidiu
43. Intrarea Plaiului
44. Intrarea Pogănești
45. Intrarea Poiana Mărului
46. Intrarea Pomarla
47. Intrarea Gheorghe Preotescu,cpt.
48. Intrarea Rolei
49. Intrarea Roșiori
50. Intrarea Scorușului
51. Intrarea Scropoasa
52. Intrarea Secarei
53. Intrarea Serelor
54. Intrarea Sisești
55. Intrarea Slobozia
56. Intrarea Smaranda
57. Intrarea Sorocului
58. Intrarea Spiniș
59. Intrarea Stoicani
60. Intrarea Strunelor
61. Intrarea Șuerului
62. Intrarea Târgu Frumos
63. Intrarea Tecșești
64. Intrarea Trei Brazi
65. Intrarea Tunetului
66. Intrarea Turcaș, av.
67. Intrarea Ulmeni
68. Intrarea Urcușului
69. Intrarea Văcărești
70. Intrarea Zgurei
71. Intrarea Zlatna
72. Intrarea Zlătunoaia
73. Intrarea Zorleasca

## Piețe
Piețele sunt locuri întinse și deschise dintr-o localitate, unde se întâlnesc sau se întretaie mai multe străzi. Sunt adesea amenajate cu spații verzi, statui.
1. Piața Bucur
2. Piața Concordiei
3. Piața Gara Filaret
4. Piața Libertății
5. Piața Regina Maria

## Splaiuri
Splaiurile sunt străzi amenajate pe un mal înalt al unei ape.
1. Splaiul Independenței
2. Splaiul Unirii

## Șosele
Șoselele sunt străzi periferice largi, frumos amenajate, de obicei plantate cu pomi.
1. Șoseaua Berceni
2. Șoseaua Giurgiului
3. Șoseaua Olteniței
4. Șoseaua Vitan - Bărzești

## Străzi
1. Strada 11 Iunie
2. Strada Actiunii
3. Strada Adamescu Gheorghe
4. Strada Alba
5. Strada Albinelor
6. Strada Aliorului
7. Strada Almasu Mare
8. Strada Almasu Mic
9. Strada Alpinesti
10. Strada Alunisului
11. Strada Aluviunii
12. Strada Amara
13. Strada Ancuta Ilie, serg.maj.
14. Strada Arcadiei
15. Strada Argeselu
16. Strada Armoniei
17. Strada Avalansei
18. Strada Bacalbasa Anton
19. Strada Bacia
20. Strada Bacovia George, poet
21. Strada Bailesti
22. Strada Baladei
23. Strada Balasanu Alexandru
24. Strada Baldana
25. Strada Balea
26. Strada Baltita
27. Strada Banisor
28. Strada Bardului
29. Strada Barza
30. Strada Belerciu Nicolae, slt.
31. Strada Bibescu Voda
32. Strada Biserica Alexe
33. Strada Blandesti
34. Strada Boccaccio Giovanni
35. Strada Bodoc
36. Strada Boian
37. Strada Boldului
38. Strada Boltei
39. Strada Bordesti
40. Strada Boroczin, mr.
41. Strada Borodesti
42. Strada Bosianu Constantin
43. Strada Bradetului
44. Strada Brazdei
45. Strada Brumarescu Dumitru
46. Strada Buciumasilor
47. Strada Bucovat
48. Strada Bucsoiu
49. Strada Bucur
50. Strada Budai Deleanu Ioan, scriitor
51. Strada Buzescu Preda, spatar
52. Strada Caisului
53. Strada Caltunas
54. Strada Caltunasi
55. Strada Calugaru Marin
56. Strada Campurelu
57. Strada Capidava
58. Strada Caramidarii de Jos
59. Strada Cararuia
60. Strada Catrunesti
61. Strada Cercetatorilor
62. Strada Cerchez C. Mihail, g-ral.
63. Strada Cetatea Poenari
64. Strada Cetatea Veche
65. Strada Cetinei
66. Strada Chindiei
67. Strada Chiperesti
68. Strada Cimpoierilor
69. Strada Ciobanu Mircea
70. Strada Ciocanesti
71. Strada Ciochina
72. Strada Ciocodeica P. Ioan, sold.
73. Strada Ciurului
74. Strada Cojescu Iancu
75. Strada Colnicului
76. Strada Colorian Anton, prof.dr.
77. Strada Comisani
78. Strada Concordiei
79. Strada Condurache I. Gheorghe, serg.
80. Strada Cornelia
81. Strada Cornesti
82. Strada Cornetului
83. Strada Costescu Gheorghe, col.
84. Strada Costescu Petre, cap.
85. Strada Costila
86. Strada Covasna
87. Strada Crisului
88. Strada Cucuzel Ioan
89. Strada Cutitul de Argint
90. Strada Cuza Elena
91. Strada Cuza Voda
92. Strada Dalhauti
93. Strada Dambovnicului
94. Strada Dambului
95. Strada Danielopol Gheorghe
96. Strada Daracului
97. Strada David Ilie, serg.
98. Strada Dealul Mare
99. Strada Deceneu
100. Strada Democratiei
101. Strada Desesti
102. Strada Diditel
103. Strada Dimitrescu Stefan, pictor
104. Strada Dinu Paraschiv, cap.
105. Strada Dolhasca
106. Strada Domnita Florica
107. Strada Dorohoi
108. Strada Draganesti
109. Strada Dumbraveni
110. Strada Dumbravesti
111. Strada Duminicii
112. Strada Dumitru Dumitru, frt.
113. Strada Dunarii
114. Strada Enache Ion, sold.
115. Strada Episcopul Chesarie
116. Strada Eroii Neamului
117. Strada Evidentiatilor
118. Strada Fabrica de Chibrituri
119. Strada Facliei
120. Strada Fagetului
121. Strada Farului
122. Strada Floarea Soarelui
123. Strada Florescu Nicolae, serg.
124. Strada Fratii Fagarasanu
125. Strada Frigului
126. Strada Frumusani
127. Strada Frunzisului
128. Strada Garnitei
129. Strada Gazelei
130. Strada Georgescu George
131. Strada Getilor
132. Strada Ghemului
133. Strada Gheorghe Ion, cap.
134. Strada Gheorghe Vasile, cap.
135. Strada Ghimpati
136. Strada Ghindei
137. Strada Gladiolelor
138. Strada Gociu Tudor
139. Strada Gospodinelor
140. Strada Govora
141. Strada Gradistea
142. Strada Gramont
143. Strada Graului
144. Strada Grigore Marin, cap.
145. Strada Grigore Voda
146. Strada Haralambie Nicolae, g-ral
147. Strada Hartopului
148. Strada Hategana
149. Strada Hategului
150. Strada Hepites Stefan, ing.
151. Strada Huedin
152. Strada Husi
153. Strada Iarba Campului
154. Strada Idilei
155. Strada Ileanda
156. Strada Ilias Voda
157. Strada Imparatul Traian
158. Strada Intre Garle
159. Strada Inului
160. Strada Invatatorului
161. Strada Ion Voda Viteazul
162. Strada Ionescu Florea, sold.
163. Strada Ionescu Gheorghe, slt.
164. Strada Ipotesti
165. Strada Iriceanu Ion, serg.
166. Strada Istrati I. Constantin, dr.
167. Strada Izvorul Crisului
168. Strada Izvorul Muresului
169. Strada Izvorul Oltului
170. Strada Izvorul Rece
171. Strada Izvorul Trotusului
172. Strada Jirului
173. Strada Joita
174. Strada Justitiei
175. Strada Lalosu
176. Strada Lamaitei
177. Strada Lamotesti
178. Strada Lanariei
179. Strada Lastarului
180. Strada Lataretu Dumitru, serg.
181. Strada Lazarescu Maria
182. Strada Leon Voda
183. Strada Lica Gheorghe, sold.
184. Strada Liciu Petre
185. Strada Liveni
186. Strada Luica
187. Strada Luminisului
188. Strada Luminoasa
189. Strada Lunca Barzesti
190. Strada Lupu Gheorghe, g-ral.
191. Strada Macesului
192. Strada Marinescu Nicolae, frt.
193. Strada Mariuca
194. Strada Martisor
195. Strada Melinesti
196. Strada Meridianului
197. Strada Merisan Nicolae, cpt.
198. Strada Mihnea Voda
199. Strada Militaru Stoian
200. Strada Minca Dumitru, sold.
201. Strada Mitropolit Antim Ivireanu
202. Strada Mitropolitul Filaret
203. Strada Mitropolitul Grigore
204. Strada Mitropolitul Iosif
205. Strada Mitropolitul Nifon
206. Strada Mitropolitul Veniamin Costache
207. Strada Mixandrei
208. Strada Mocancutei
209. Strada Moldoveanu Anghel
210. Strada Moldoveni
211. Strada Moldovita
212. Strada Mosoaia
213. Strada Muguras
214. Strada Muntele Lung
215. Strada Muntele Mare
216. Strada Murgoci
217. Strada Munteanu Gheorghe, prof.
218. Strada Musceleanu Grigore, dr.
219. Strada Musetelului
220. Strada Muzelor
221. Strada Negureni
222. Strada Nicolinei
223. Strada Nicopole
224. Strada Nitu Vasile, serg.
225. Strada Nucetului
226. Strada Obolului
227. Strada Odei
228. Strada Oitelor
229. Strada Olimpului
230. Strada Oprea Ilie
231. Strada Opris Ilie, mr.
232. Strada Orastie
233. Strada Oravita
234. Strada Orgu Tanase
235. Strada Padesu
236. Strada Paduroiu
237. Strada Paisului
238. Strada Paius Vasile, lt.
239. Strada Pajistei
240. Strada Palatul Justitiei
241. Strada Paltinisului
242. Strada Panselelor
243. Strada Parincea
244. Strada Patriarhiei
245. Strada Pechiu Ion, serg.
246. Strada Penelului
247. Strada Peroni
248. Strada Persani
249. Strada Petcu Avram, serg.
250. Strada Petrescu Mihail
251. Strada Petrilova
252. Strada Petrolului
253. Strada Petru Cercel
254. Strada Picturii
255. Strada Piscului
256. Strada Plaiul Foii
257. Strada Plugarilor
258. Strada Podarului
259. Strada Podul Inalt
260. Strada Poenari
261. Strada Poenaru Bordea, col.
262. Strada Pogoanele
263. Strada Poiana Florilor
264. Strada Poieni
265. Strada Pomarla
266. Strada Pometului
267. Strada Popescu Candiano, g-ral.
268. Strada Popescu Eremia, cpt.
269. Strada Poterasi
270. Strada Prasilei
271. Strada Preotescu Gheorghe, cpt.
272. Strada Prescurea Valerian
273. Strada Priboiului
274. Strada Pridvorului
275. Strada Principatele Unite
276. Strada Prinosului
277. Strada Profesorilor
278. Strada Puscariu Ion
279. Strada Putul cu Tei
280. Strada Rabojului
281. Strada Racovita Emil
282. Strada Radu Voda
283. Strada Radulescu Drumea
284. Strada Radulescu Motru Constantin
285. Strada Radului
286. Strada Ramasagului
287. Strada Raul Mara
288. Strada Raul Soimului
289. Strada Raul Vedea
290. Strada Rediu
291. Strada Redutei
292. Strada Relu
293. Strada Resita
294. Strada Rezonantei
295. Strada Ristea Ion, sold.
296. Strada Roata Ion
297. Strada Romanescu Aristizza
298. Strada Rosiori
299. Strada Ruginoasa
300. Strada Runcu
301. Strada Sabarului
302. Strada Sacasel
303. Strada Salcetului
304. Strada Salinei
305. Strada Samoila Dumitru
306. Strada Sandu Marin, serg.
307. Strada Savinesti
308. Strada Scumpiei
309. Strada Secerisului
310. Strada Secuilor
311. Strada Semenic
312. Strada Serban Constantin
313. Strada Serban Ilie, sold.
314. Strada Sfanta Ecaterina
315. Strada Sfantul Ilie
316. Strada Sfintii Apostoli
317. Strada Sibiel
318. Strada Silvestri Constantin
319. Strada Simigiului
320. Strada Simion Stefan, sold.
321. Strada Sistematizarii
322. Strada Slobozia
323. Strada Soimus
324. Strada Soldanului
325. Strada Spineni
326. Strada Spinis
327. Strada Stamate Costache
328. Strada Stanciu V. V.
329. Strada Stanei
330. Strada Stanjeneilor
331. Strada Stejarisului
332. Strada Stolnici
333. Strada Straduintei
334. Strada Straja
335. Strada Stupilor
336. Strada Sulina
337. Strada Sura Mare
338. Strada Tabacarilor
339. Strada Tache Gheorghe, serg.
340. Strada Tanase Maria
341. Strada Tanasescu Ion, medic
342. Strada Tarnava Mica
343. Strada Tatulesti
344. Strada Teascului
345. Strada Tempea Radu
346. Strada Timus Nicolae
347. Strada Tismana
348. Strada Titus
349. Strada Tohani
350. Strada Tomesti
351. Strada Tortei
352. Strada Trei Brazi
353. Strada Trestiana
354. Strada Trivale
355. Strada Tulnici
356. Strada Tunului
357. Strada Turlei
358. Strada Turnu Măgurele
359. Strada Tutea Petre
360. Strada Ucea
361. Strada Uioara
362. Strada Ulmetului
363. Strada Urziceni
364. Strada Vacarescu Ienachita
365. Strada Varciorova
366. Strada Vasilescu Constantin, cap.
367. Strada Vasilescu G. Mircea Mihail, cpt.
368. Strada Vasilescu M. Gheorghe
369. Strada Vatra Dornei
370. Strada Vegetatiei
371. Strada Verigei
372. Strada Verzisori
373. Strada Vestitorului
374. Strada Viorele
375. Strada Visana
376. Strada Vitejescu
377. Strada Voila
378. Strada Vuetului
379. Strada Vulcanesti
380. Strada Vultureni
381. Strada Xenofon
382. Strada Zamora
383. Strada Zanoaga
384. Strada Zarnesti
385. Strada Zatreni
386. Strada Zeicani
387. Strada Zmeica
388. Strada Zorileni